# Supercoppa portoghese 2020 (pallavolo maschile)
La Supercoppa portoghese 2020 si è svolta dall'11 settembre al 4 novembre 2020: al torneo hanno partecipato sei squadre di club portoghesi e la vittoria finale è andata per la nona volta, la terza consecutiva, al Benfica.

## Regolamento
A causa della pandemia di COVID-19, che ha comportato l'interruzione anticipata delle manifestazioni nazionali portoghesi della stagione 2019-20 (Primeira Divisão e Coppa di Portogallo) senza la definizione di un vincitore, la formula canonica del torneo è stata rivista trasformandola in una sfida fra le prime quattro formazioni in classifica al momento dell'interruzione del campionato e le due semifinaliste di Coppa di Portogallo che alla chiusura anticipata della stagione si trovavano oltre il quarto posto in classifica.
Le squadre hanno disputato una prima fase suddivise in due gruppi da tre, con suddivisione a serpentina in funzione della posizione in classifica al momento dell'interruzione del campionato che si incontravano in gironi all'italiana in gara unica; le prime due classificate di ogni girone si sono qualificate per la fase ad eliminazione diretta, strutturata in semifinali e finale, che in prima istanza era stata programmata con la formula della Final Four; a causa della positività al COVID-19 riscontrata in alcuni atleti e membri dello staff tecnico dello Sporting Lisbona ed il conseguente periodo di isolamento della formazione dei Leões, la formula è stata rivista posticipando la data della semifinale in cui era impegnata la formazione di Lisbona e conseguentemente anche la data della finale.
Nuovi casi di positività al COVID-19, emersi stavolta nel gruppo squadra dell'Espinho, e la relativa quarantena dell'intera formazione, hanno comportato un ulteriore rinvio anche dell'atto finale della competizione.

## Squadre partecipanti
| Squadra           | Qualificazione                               | Ultima partecipazione      |
| ----------------- | -------------------------------------------- | -------------------------- |
| Benfica           | 1ª in Primeira Divisão 2019-20               | Supercoppa portoghese 2019 |
| Espinho           | 3ª in Primeira Divisão 2019-20               | Supercoppa portoghese 2017 |
| Fonte do Bastardo | 4ª in Primeira Divisão 2019-20               | Supercoppa portoghese 2019 |
| Leixões           | Semifinalista in Coppa di Portogallo 2019-20 | ?                          |
| Saõ Mamede        | Semifinalista in Coppa di Portogallo 2019-20 | ?                          |
| Sporting Lisbona  | 2ª in Primeira Divisão 2019-20               | Supercoppa portoghese 2018 |

## Torneo

### Fase a gironi
| Girone A   | Girone B          |
| ---------- | ----------------- |
| Benfica    | Fonte do Bastardo |
| Espinho    | Leixões           |
| Saõ Mamede | Sporting Lisbona  |

#### Girone A

##### Risultati
| 11 settembre 2020 Pavilhão Multiusos de Gondomar, Gondomar Durata: 0h:58 - Spettatori: ? | Saõ Mamede | 0 - 3 | Benfica    | 11-25, 14-25, 13-25 |
| 12 settembre 2020 Pavilhão Multiusos de Gondomar, Gondomar Durata: 1h:19 - Spettatori: ? | Espinho    | 3 - 0 | Saõ Mamede | 25-21, 25-22, 25-21 |
| 13 settembre 2020 Pavilhão Multiusos de Gondomar, Gondomar Durata: 1h:15 - Spettatori: ? | Benfica    | 3 - 0 | Espinho    | 25-17, 25-20, 25-18 |

##### Classifica
| Pos. | Squadra    | Pt | G | V | P | SV | SP | Ratio | PF  | PS  | Ratio |
| ---- | ---------- | -- | - | - | - | -- | -- | ----- | --- | --- | ----- |
| 1.   | Benfica    | 6  | 2 | 2 | 0 | 6  | 0  | MAX   | 150 | 93  | 1,613 |
| 2.   | Espinho    | 3  | 2 | 1 | 1 | 3  | 3  | 1,000 | 130 | 139 | 0,935 |
| 3.   | Saõ Mamede | 0  | 2 | 0 | 2 | 0  | 6  | 0,000 | 102 | 150 | 0,680 |

      Qualificata alle semifinali.

#### Girone B

##### Risultati
| 11 settembre 2020 Pavilhão Multiusos de Gondomar, Gondomar Durata: 1h:19 - Spettatori: ? | Leixões           | 0 - 3 | Fonte do Bastardo | 20-25, 15-25, 20-25               |
| 12 settembre 2020 Pavilhão Multiusos de Gondomar, Gondomar Durata: 1h:03 - Spettatori: ? | Sporting Lisbona  | 3 - 0 | Leixões           | 25-15, 25-13, 25-21               |
| 13 settembre 2020 Pavilhão Multiusos de Gondomar, Gondomar Durata: 2h:12 - Spettatori: ? | Fonte do Bastardo | 3 - 2 | Sporting Lisbona  | 26-28, 25-18, 25-20, 20-25, 15-13 |

##### Classifica
| Pos. | Squadra           | Pt | G | V | P | SV | SP | Ratio | PF  | PS  | Ratio |
| ---- | ----------------- | -- | - | - | - | -- | -- | ----- | --- | --- | ----- |
| 1.   | Fonte do Bastardo | 5  | 2 | 2 | 0 | 6  | 2  | 3,000 | 186 | 159 | 1,170 |
| 2.   | Sporting Lisbona  | 4  | 2 | 1 | 1 | 5  | 3  | 1,667 | 179 | 160 | 1,119 |
| 3.   | Leixões           | 0  | 2 | 0 | 2 | 0  | 6  | 0,000 | 104 | 150 | 0,693 |

      Qualificata alle semifinali.

### Fase ad eliminazione diretta

#### Tabellone
|  | Semifinali | Semifinali        | Semifinali |  |    | Finale  | Finale  | Finale |
|  |            |                   |            |  |    |         |         |        |
|  | 1A         | Benfica           | 3          |  |    |         |         |        |
|  | 1A         | Benfica           | 3          |  |    |         |         |        |
|  | 2B         | Sporting Lisbona  | 2          |  |    |         |         |        |
|  | 2B         | Sporting Lisbona  | 2          |  | 1A | Benfica | 3       |        |
|  |            |                   |            |  | 1A | Benfica | 3       |        |
|  |            |                   |            |  |    | 2A      | Espinho | 0      |
|  | 1B         | Fonte do Bastardo | 1          |  |    | 2A      | Espinho | 0      |
|  | 1B         | Fonte do Bastardo | 1          |  |    |         |         |        |
|  | 2A         | Espinho           | 3          |  |    |         |         |        |
|  | 2A         | Espinho           | 3          |  |    |         |         |        |

#### Risultati

##### Semifinali
| 7 ottobre 2020 Pavilhão Municipal de Óbidos, Óbidos Durata: 2h:06 - Spettatori: 0        | Benfica           | 3 - 2 | Sporting Lisbona | 15-25, 22-25, 25-19, 25-23, 15-11 |
| 19 settembre 2020 Pavilhão Multiusos de Gondomar, Gondomar Durata: 1h:51 - Spettatori: ? | Fonte do Bastardo | 1 - 3 | Espinho          | 16-25, 27-25, 18-25, 19-25        |

##### Finale
| 4 novembre 2020 Pavilhão Multiusos de Gondomar, Gondomar Durata: 1h:07 - Spettatori: 0 | Benfica | 3 - 0 | Espinho | 25-16, 25-17, 25-21 |